# Aeglopsis mangenotii
Aeglopsis mangenotii är en vinruteväxtart som beskrevs av A. Cheval.. Aeglopsis mangenotii ingår i släktet Aeglopsis och familjen vinruteväxter. Inga underarter finns listade i Catalogue of Life.